# Du skal ære din hustru
Du skal ære din hustru er en dansk stumfilm fra 1925 af Carl Th. Dreyer, baseret på skuespillet Tyrannens fald af Svend Rindom. Filmen handler om en mand, der udvikler sig så meget til en tyran, at det til sidst får hans kone til at bryde sammen. Det får dog husets andre kvinder til at tage affære og give ham en lærestreg.
Du skal ære din hustru blev i 2006 en del af Kulturkanonen.

## Handling
Hos familien Frandsen indser husbonden Viktor ikke, hvordan hans hustru Ida bruger al sin tid på at opvarte ham. I stedet kræver han hendes fulde opmærksomhed og er i øvrigt fuld af beklagelser over forholdene i hjemmet. Hans gamle barnepige "Mads" kan ikke holde Viktors facon ud, især ikke, da hun ser, at Idas helbred skranter. Ida må nødtvungent for en tid flytte hjem til sin mor. I mellemtiden sørger Mads for at passe hus for resten af familien, og hun bringer store ændringer i Viktors liv. Det går ved Mads' indsats efterhånden op for Viktor, at han er nødt til at være mere ordentlig over for sin kone og resten af familien, og han savner Ida. Opholdet hos hendes mor har i mellemtiden gjort Ida godt, og efter at Viktor har fået en grundig opsang fra Mads, kan ægteparret igen forenes, nu på mere ligeværdigt niveau.

## Medvirkende
- Johannes Meyer - Viktor Frandsen
- Astrid Holm - Ida Frandsen, Viktors hustru
- Karin Nellemose - Karen Frandsen, Viktor og Idas ældste datter
- Mathilde Nielsen - "Mads", barnepige
- Clara Schønfeld - Alvilda Kryger, Idas mor
- Johannes Nielsen - læge
- Petrine Sonne - vaskekone
- Aage Hoffman - Viktor og Idas søn
- Byril Harvig - Viktor og Idas yngste datter
- Viggo Lindstrøm
- Aage Schmidt
- Vilhelm Petersen

## Indspilning
Filmen foregår næsten udelukkende i familien Frandsens, som Dreyer selv havde lavet scenografi til. Lejligheden var skabt på en måde, så hver væg kunne tages væk, hvilket gjorde det muligt at filme fra alle vinkler.
Fotograferingen er ofte foretaget fra en af personernes synsvinkel og sammen med, at klipningen for den tid er ganske hurtigt, er det med til at understrege, hvordan ægtemanden mangler forståelse for, hvordan hustruen servicerer ham.

## Modtagelse
Filmen blev en stor succes, blandt andet i Frankrig. Dermed hjalp den Dreyer til at gennemføre sit projekt med filmatiseringen af Jeanne d'Arcs lidelse og død. Der havde premiere tre år senere. Også i eftertiden har kritikere værdsat filmen. Det skyldes dels den realisme, filmen udtrykker, dels at Ida er en kvinde med problemer, hvorved filmen foregriber senere store kvindeskikkelser hos Dreyer.